# Provincia di Nor Lípez
La provincia di Nor Lípez è una delle 16 province del dipartimento di Potosí nella Bolivia meridionale. Il capoluogo è la città di Kolcha "K".
Al censimento del 2001 possedeva una popolazione di 10.460 abitanti.

## Geografia antropica

### Suddivisioni amministrative
La provincia è suddivisa in 2 comuni:
- Colcha "K"
- San Pedro de Quemes